# Bad Nauheim
Bad Nauheim este un oraș balnear din landul Hessa, Germania 28 de kilometri nord de Frankfurt pe Main. Este așezat în districtul Wetteraukreis și are peste 31.000 de locuitori. Râurile Wetter și Usa curg prin orașul.

## Geografie

### Subdiviziuni
Bad Nauheim are șase cartiere: Steinfurth, Nauheim-Kernstadt (centru), Nieder-Mörlen, Rödgen, Schwalheim și Wisselsheim.

### Comune vecinate
Bad Nauheim este delimitat în nord de comuna Rockenberg, în est de comuna Wölfersheim, în sud de orașul Friedberg și în vest de comuna Ober-Mörlen (toți în Wetteraukreis).

## Istorie

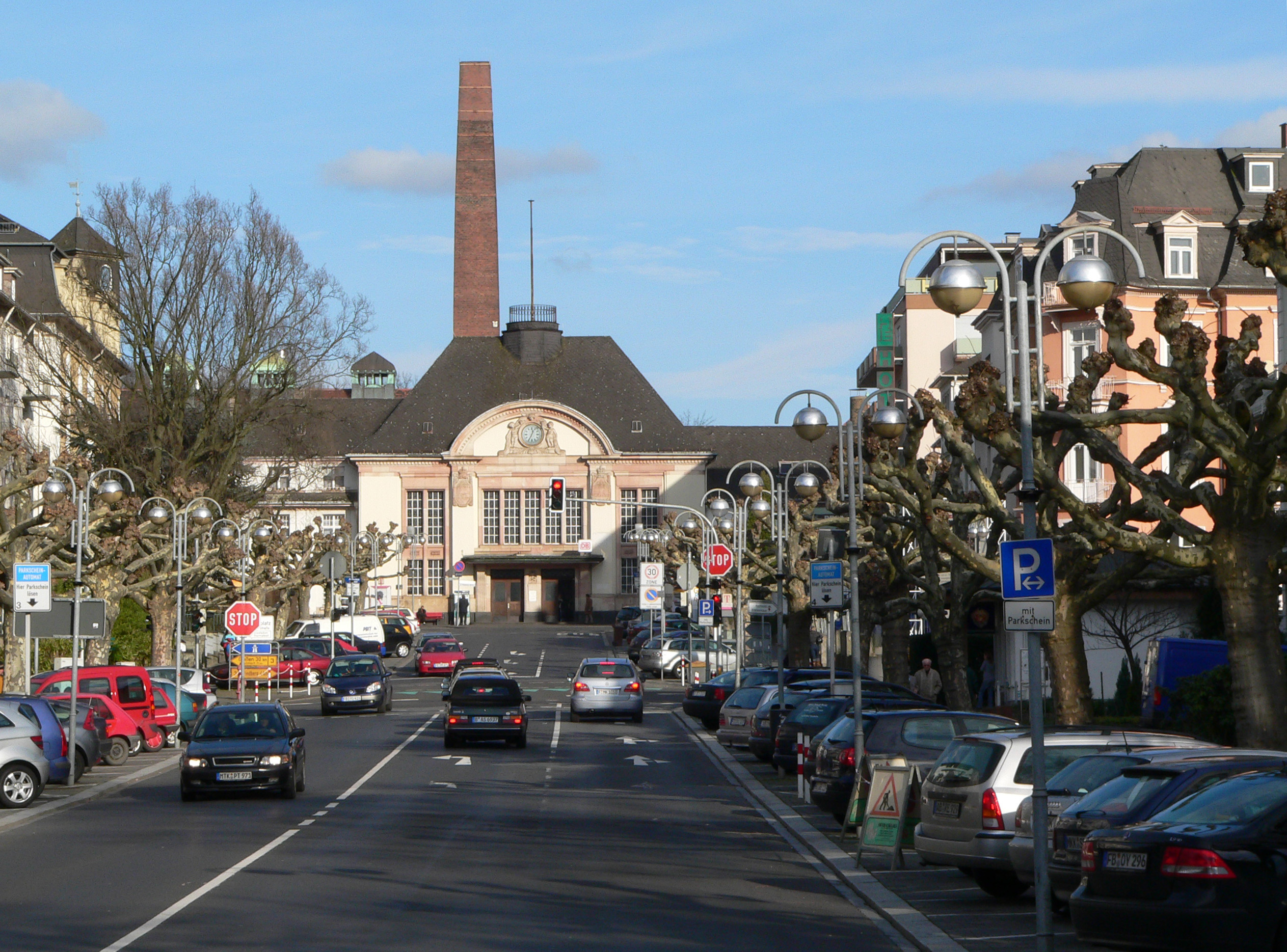
Gara

- În secolul al IX-lea francii constituiau satul Niwiheim.[2]
- Cartierele au fost documentate pentru prima oară în: Nieder-Mörlen (790), Rödgen (1250), Schwalheim (înainte de 1255), (Steinfurth (914) și Wisselsheim (804).
- Prima salină a fost construită în secolul al XIV-lea.
- Din 1806 Nauheim aparținea Marele Ducat Hessa. Marile Duci de Hessa-Darmstadt promoveau satul Nauheim cu mulți bani. Ei construiau mult și în anul 1854 Nauheim obținea privilegiurile de oraș. În 1869 Nauheim devenea oficial o stațiune balneară și obținea afixul "Bad". La început de secolul al XIX-lea Bad Nauheim era o stațiune balneară cu reputație în toată lumea.
- Din octombrie 1958 până în martie 1960 Elvis Presley a locuit în Bad Nauheim.

### Primar

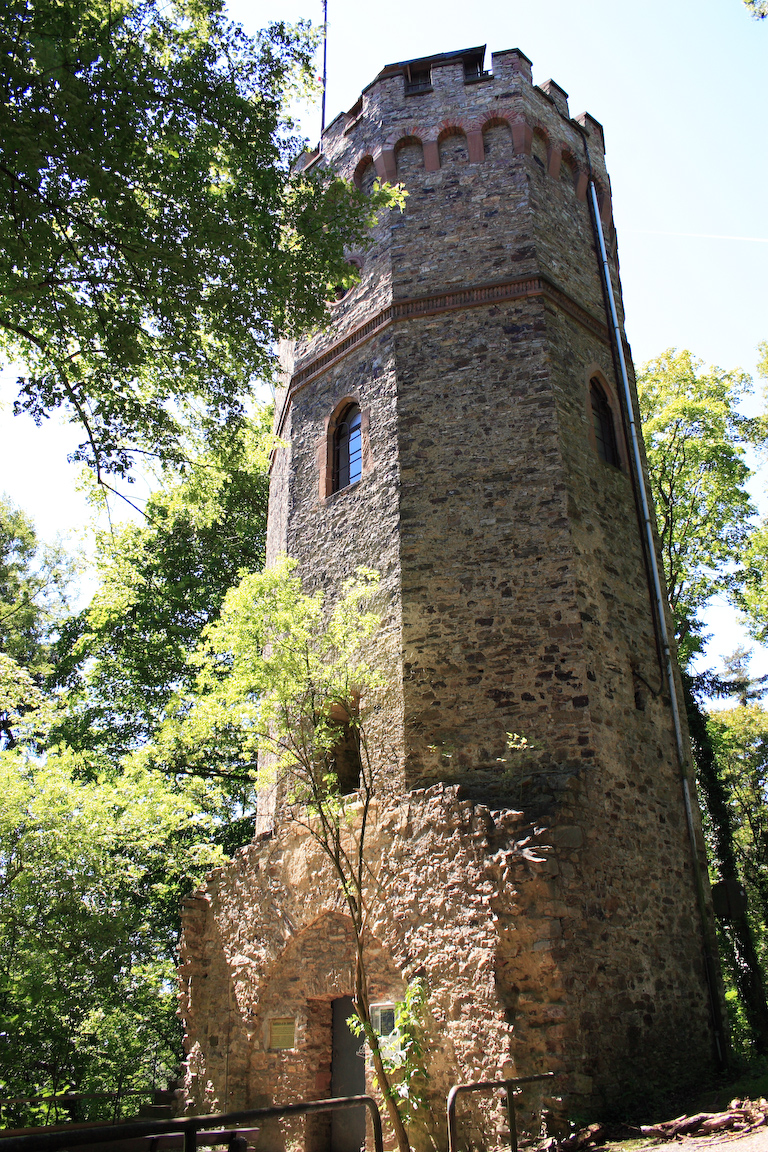
Observatorul astronomic Volkssternwarte Wetterau pe Johannisberg

## Personalități

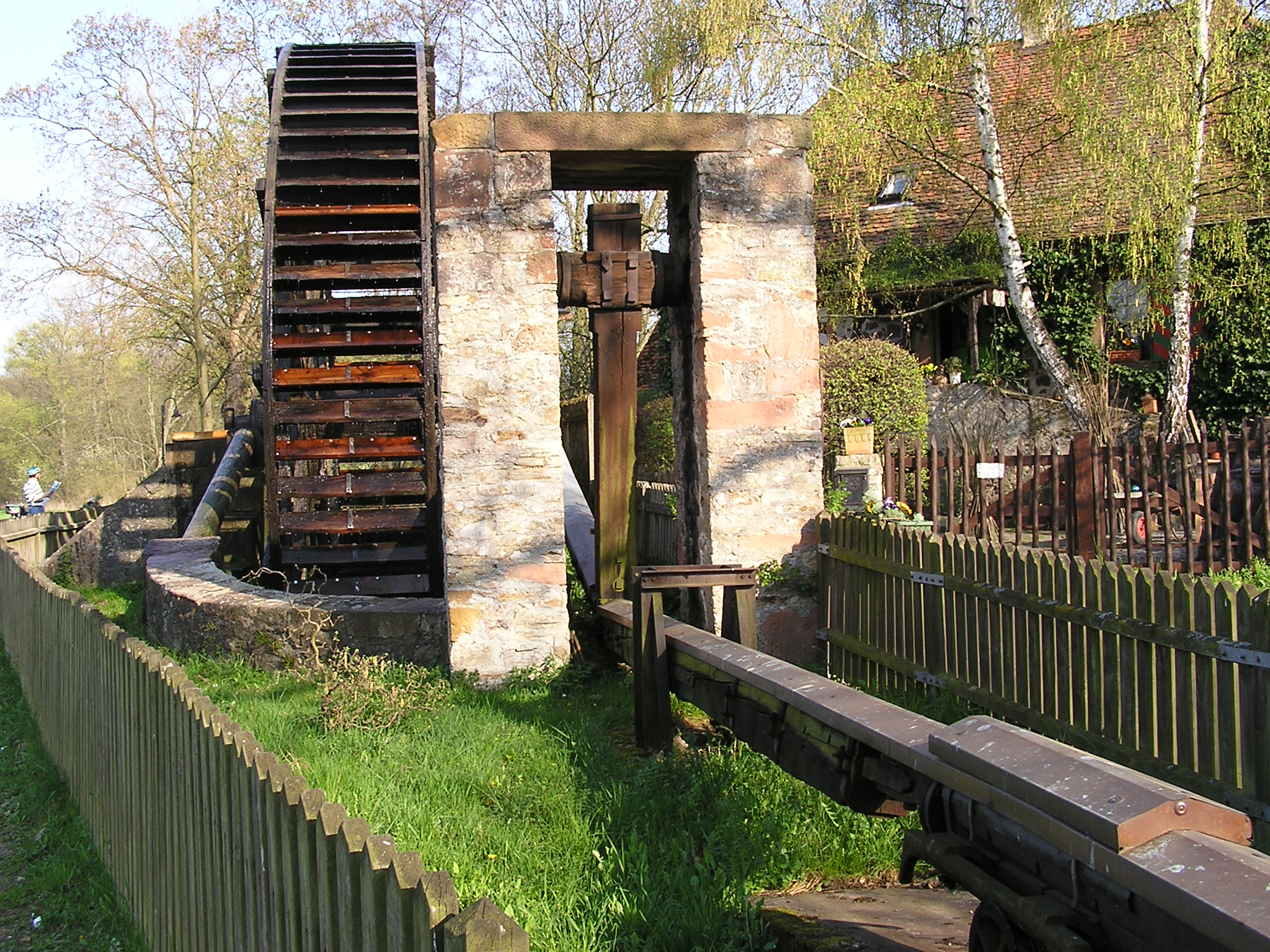
Roata hidraulică în Schwalheim

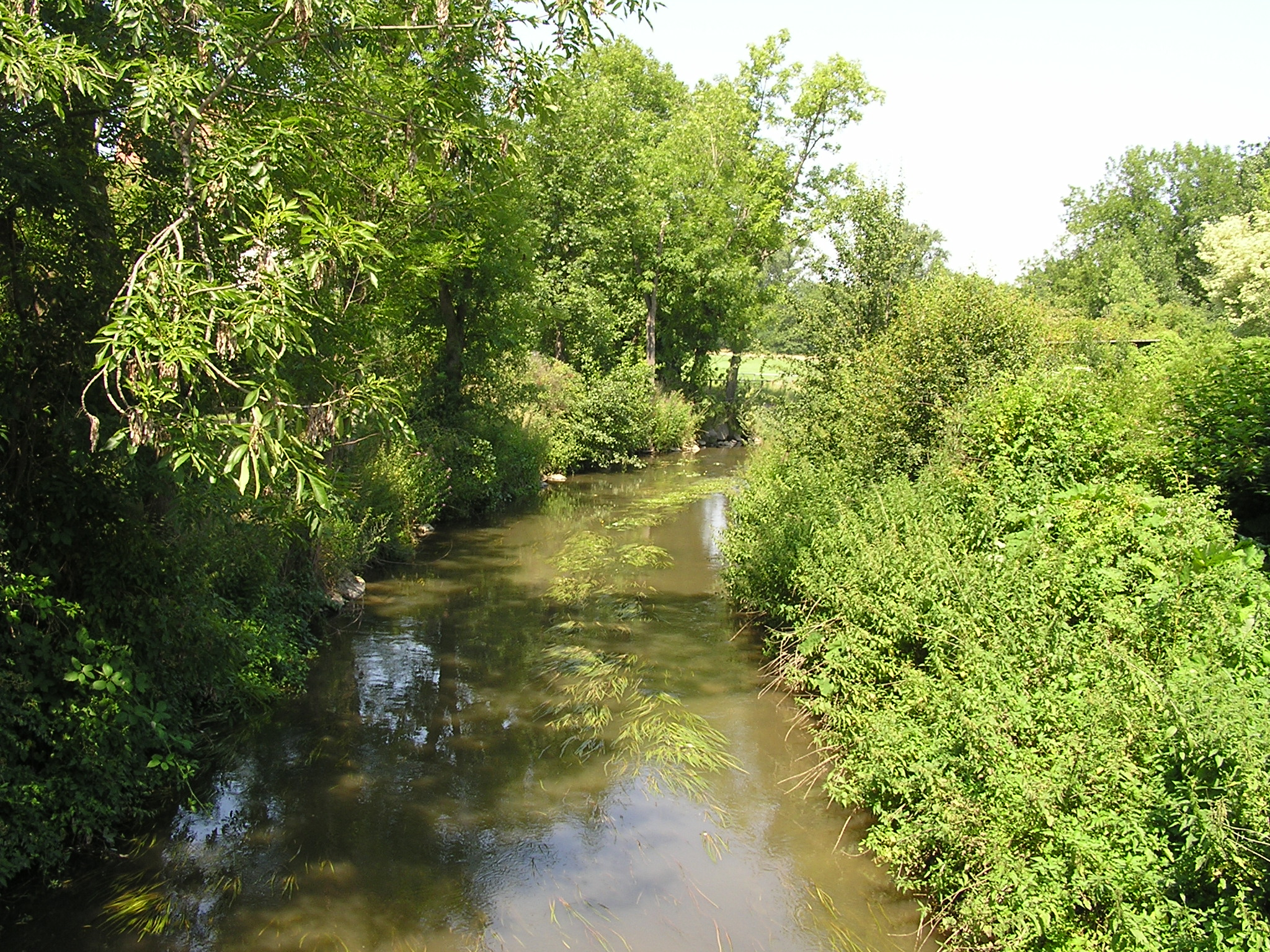
Râul Wetter lângă Steinfurth

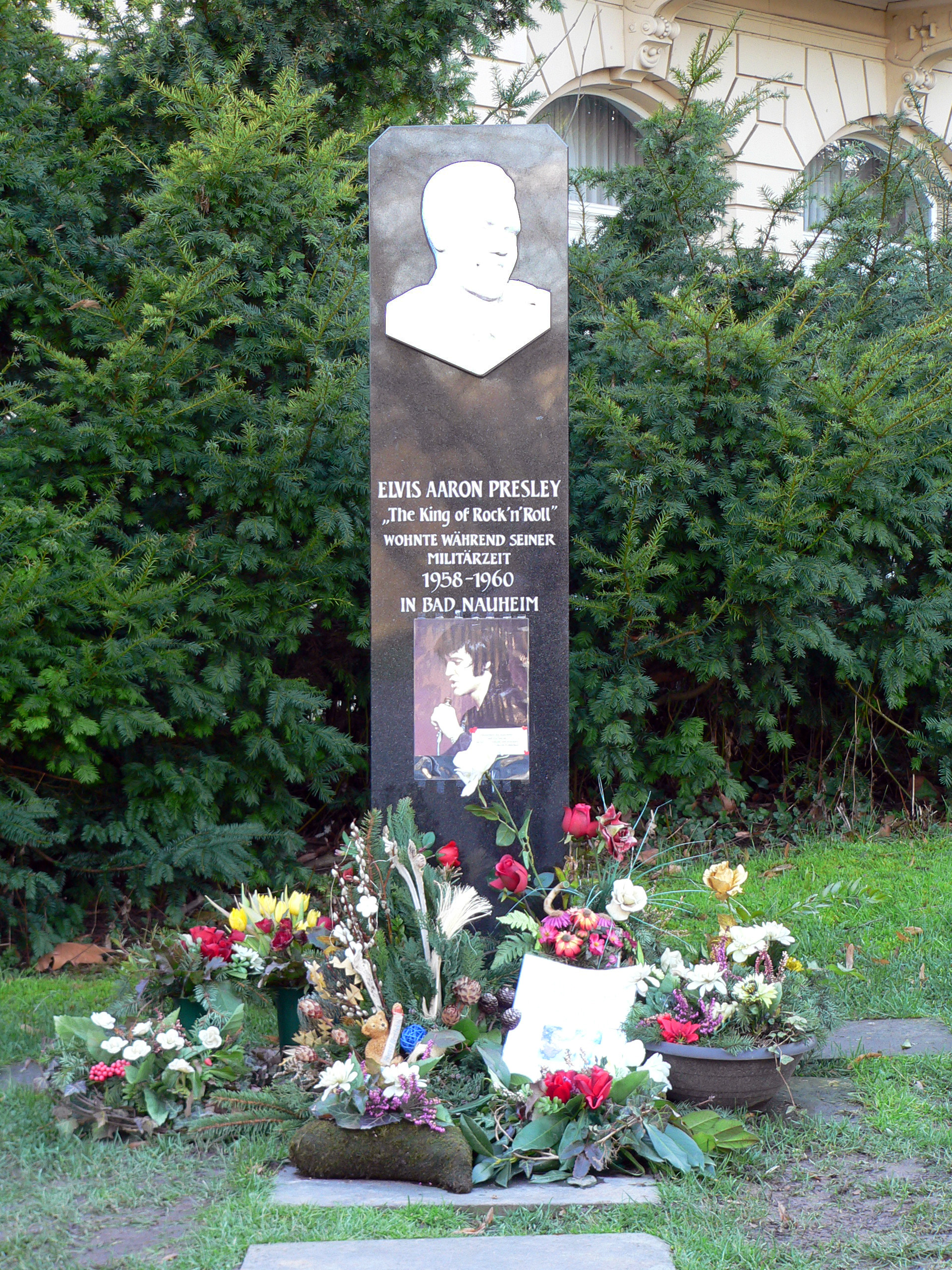
Monument pentru Elvis Presley în Bad Nauheim

● James Peace (compozitor)

● Elvis Presley (cântăreț și actor)

## Obiective turistice
- Clădiri în Jugendstil (Art nouveau) ca Gara, Kurhaus, Trinkkuranlage și Sprudelhof
- Monumente de producere de sare
- Parcul central
- Volkssternwarte Wetterau (observator astronomic) pe Johannisberg
- Wasserrad (roată hidraulică) în Schwalheim

### Muzee
- Rosenmuseum Steinfurth (Muzeu de trandafiri Steinfurth; adresa: Alte Schulstraße 1, 61231 Bad Nauheim)[3]
- Seifenmuseum (Muzeu de săpun; adresa: Kurstraße 13 - 15, 61231 Bad Nauheim)[4]

## Infrastructură
Prin Bad Nauheim trec drumurile naționale B 3 (Buxtehude - Weil) și B 275 (Lauterbach - Bad Schwalbach). Autostrada A 5 (Hattenbacher Dreieck - Weil am Rhein) cu ieșirile Bad Nauheim și Ober-Mörlen în nord-vest al orașului. Prin Steinfurth și Bad Nauheim trece drumul landului L 3134.

### Transporturi publice
Bad Nauheim are o gară, la care se opresc trenurile de linii de cale ferată 30 (Main-Weser-Bahn Frankfurt pe Main - Kassel) și 40 (Main-Sieg-Express Frankfurt - Siegen). 
Din decembrie 2009 se opresc în Bad Neuheim trenurile EC Siegen - Klagenfurt.

Prin Bad Nauheim a trecut din 1904 linia de cale ferată Butzbach - Lich. Linia a fost desființat în 1961. Acum circulă în fiecare an din aprilie până în octombrie un tren istoric pentru turiști de Bad Nauheim la Münzenberg.

Bad Nauheim are patru linii de autobuse oreșene.